# 藥效形象說

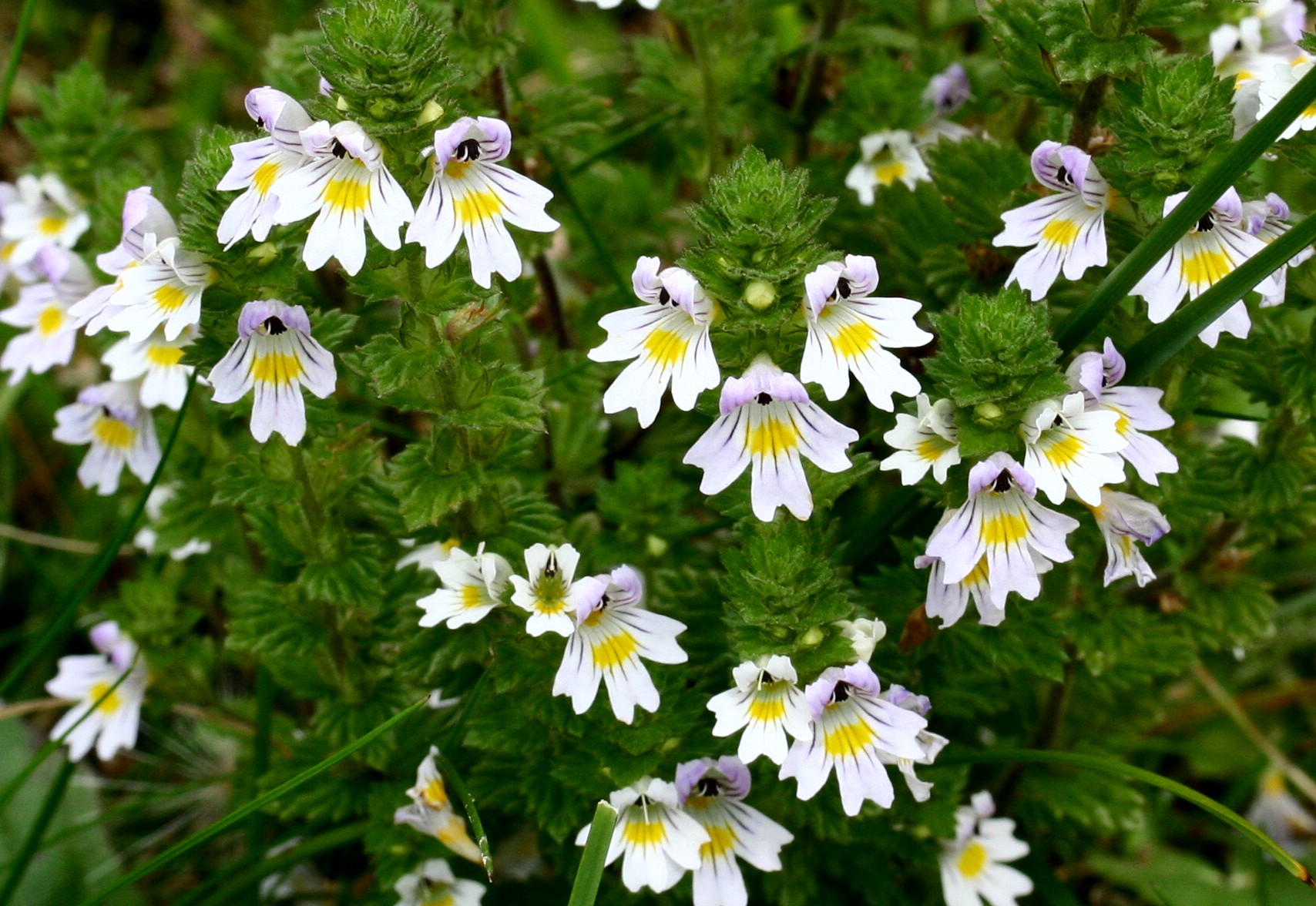
小米草因為被認為與眼睛相似，被用于治疗眼睛感染。

藥效形象說從迪奥科里斯和盖伦時代興盛，認為長得像物體特定部分的草藥可以用於治療那些部位的疾病。威廉·科林斯等植物學家認為藥效形象說符合神學，亦即上帝想讓人們看到有用的植物。

## 歷史
首先提倡類似於藥效形象說概念的人是帕拉塞爾斯（1493年－1541年），認為「大自然……根據其療效標示每一種植物」，詹巴迪斯·塔德拉·波塔亦於《Phytognomonica》（1588年）一書中持相同看法。
雅各·波墨（1575年－1624年）也在著作中提出，神以物品形象標示該物品的功用，讓這個概念廣為流傳。带有与人类身体部位、动物或其他物体相似的部分的植物，被认为与这些部位、动物或物体具有有用的关联性。这种「特征」有时也可以从植物生长的环境或具体地点中判定。波墨1621年的著作《The Signature of All Things》正式將這個概念命名為「藥效形象說」。

## 科學上的質疑
外觀特徵被認為是先入為主的記憶法，唯一的價值是提出一個系統性的看法來記住醫用草藥，並無科學證據表明植物形状和颜色真的與植物的医疗用途有關。